# Лысенко, Фёдор Иванович
Фёдор Ива́нович Лысе́нко (укр. Федір Іванович Лисенко; ? — 5 января 1751) — генеральный есаул и генеральный судья Войска Запорожского.

## Биография
Начал службу в походе под Казикерменом (1695—1697 гг.), в 1709 году был значным войсковым товарищем, затем последовательно занимал должности: Черниговского войскового есаула (до 1723 года), сотника Березинского (до 1728 года), генерального есаула и наконец с 1741 года и до смерти был генеральным судьею. Лисенко принимал участие во многих походах против крымцев, поляков и турок, а в 1746 году ездил в Санкт-Петербург поздравлять императрицу Елизавету Петровну по случаю брака её племянника. Скончался 5 января 1751 года.
Пан и державца Дяговский, Лысенко владел обширными владениями в Малороссии и между прочим получил в Лубенском полку «изменичьи» земли Григория Новицкого.

## Семья
- Отец — Иван Яковлевич Лысенко
- Мать — Гафия Трофимовна Пидтереб
- Жена — Ефросинья Афанасьевна Осьмаковская
- Дети — Агафья, Фёдор, дочь, Анастасия, Катерина, Ефросинья, Ульяна (ум. 1809), Иосиф (всего имел 16 детей)